# Erica (Computerspiel)
Erica ist ein interaktives Thriller-Computerspiel, das von Flavourworks entwickelt und 2019 durch Sony Interactive Entertainment veröffentlicht wurde. Es ist für die Spielkonsole PlayStation 4, Windows-PCs und mobile Endgeräte mit dem Betriebssystem iOS erhältlich.

## Handlung
Holly Earl spielt Erica Mason, eine junge Frau, die sich mit Albträumen aus ihrer Kindheit herumschlägt und versucht, die Wahrheit über die mysteriöse Vergangenheit ihrer Familie herauszufinden. Die Geschichte beginnt damit, dass Erica den Mord an ihrem Vater, von dem sie schwer traumatisiert ist, noch einmal erlebt und versucht, den Mörder anhand dieser Visionen zu identifizieren. Als sie mit der Post eine abgetrennte Hand von einem mysteriösen Absender erhält, nimmt Erica Kontakt mit der Polizei auf und kehrt vorübergehend nach Delphi House zurück, einer Anstalt, in der sowohl ihre Mutter, als auch ihr Vater gearbeitet haben. Dort trifft sie auf Menschen aus der Vergangenheit ihres Vaters sowie auf mehrere junge Frauen, die im Delphi-Haus wohnen, und beginnt, das Geheimnis hinter dem Delphi-Haus, dem Mord an ihrem Vater und einem mysteriösen Symbol, das im gesamten Spiel auftaucht, zu lüften.

## Spielprinzip
Erica ist ein interaktiver Psycho-Thriller, bei dem der Spieler an kritischen Stellen der Geschichte Entscheidungen trifft, die den weiteren Verlauf der Geschichte beeinflussen bzw. steuern. Erica kann per App mit PlayLink gespielt werden (ausschließlich für die PlayStation 4; die PlayStation 5 ist nicht kompatibel mit dieser Funktion), oder über das Touchpad eines DualShock 4-Controllers oder DualSense Controllers.

## Entwicklung
Erica wurde 2017 auf der Paris Games Week erstmals angekündigt und erschien im August 2019 für die PlayStation 4. Besonders bei Erica ist, dass das Gameplay komplett als herkömmlicher Film gedreht wurde, der Spielverlauf durch den Spieler allerdings trotzdem beeinflussbar bleibt und das Spiel somit unterschiedliche Verläufe annimmt.
Erica wurde am 19. August 2019 für die PlayStation 4 veröffentlicht. 2021 folgten Portierungen für Windows-PCs und mobile Endgeräte mit dem Betriebssystem iOS.

## Rezeption
Im Test von PC Games beschrieb Marius Heise Erica als „[…] eine eher konventionelle, aber sehr gelungene Umsetzung der Interactive-Film-Idee. Die sinnlosen Mini-Interaktionen schmälern allerdings den Wiederspielwert leicht.“ Das Spiel erhielt von der Bewertungs-Website Metacritic eher durchschnittliche Bewertungen. Es erhielt für die PlayStation 4 eine Gesamtpunktzahl von 69/100 aus 43 Kritikerbewertungen sowie für den PC eine Gesamtpunktzahl von 78/100 aus sechs Kritikerbewertungen. Die von Austin Wintory komponierte Musik von Erica wurde bei den 23. jährlichen DICE Awards für „Outstanding Achievement in Original Music Composition“ sowie bei den 2019 International Film Music Critics Association Awards für „Best Original Score for a Video Game or Interactive Media“ nominiert.